# Mohs-féle keménységi skála

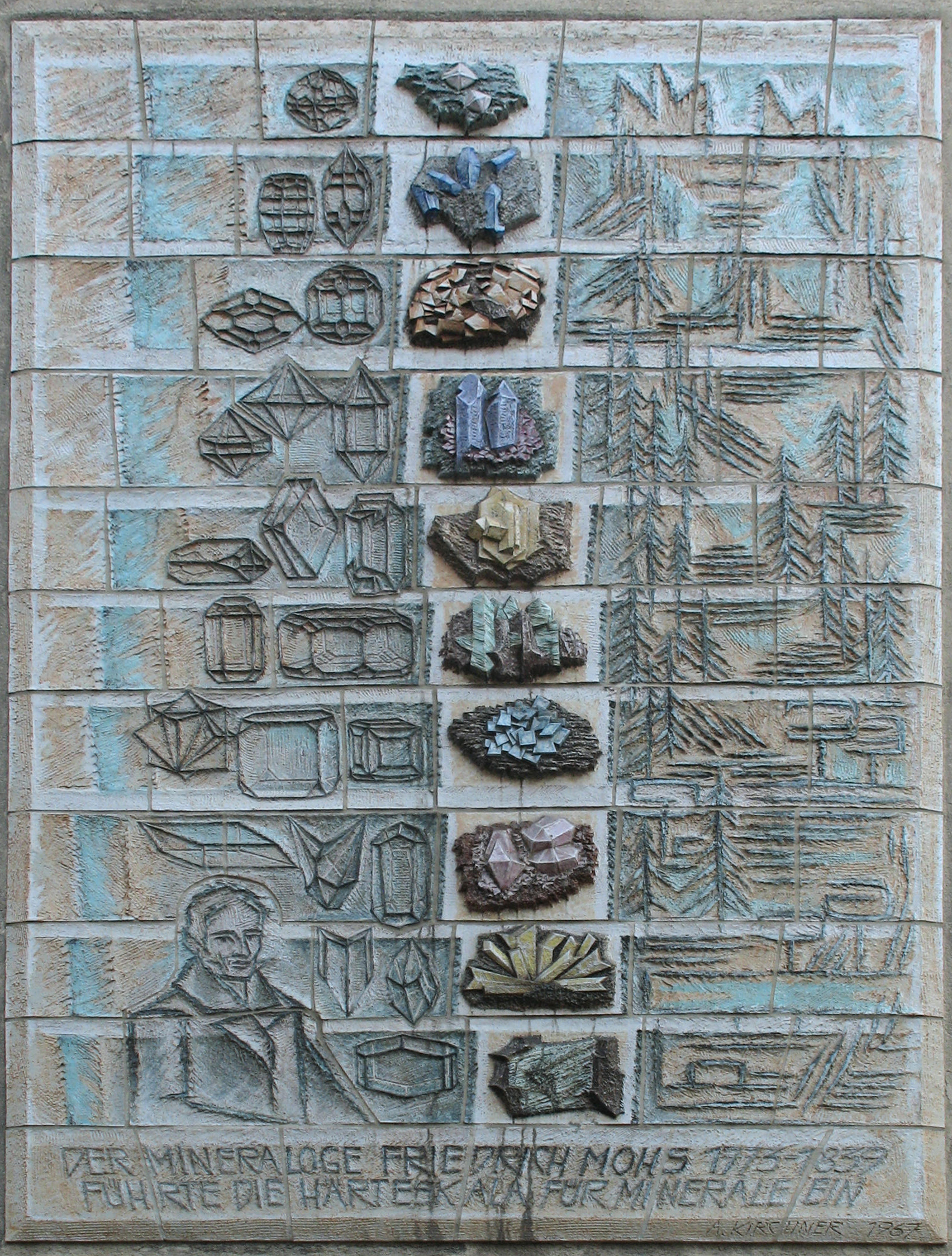
Friedrich Mohs emléktábla Bécsben

A Mohs-féle keménységi skála az ásványok karcolási keménységének jellemzésére használatos 10 fokozatú skála. Lényege, hogy minden  nagyobb sorszámú ásvány karcolja az előtte álló, nála kisebb sorszámúakat. Két fokozat közé eső keménységet törtszámmal jelölik. Összeállítója Carl Friedrich Christian Mohs osztrák minerológus és fizikus.
A skála az ásványok előzetes, terepi határozásához ad kiváló segítséget, különösen, ha tűt, zsebkést és egy kisebb üvegdarabot is magunknál tartunk. Az 1812-es megalkotása óta számos, keménységet precízen, laboratóriumi körülmények között megállapító eljárás született.

## A skála
| Mohs keménység | Referenciaásvány | Kép | Gyorspróba                               | Kémiai jel            | Abszolút keménység | Vickers-keménység (N/mm²) |
| -------------- | ---------------- | --- | ---------------------------------------- | --------------------- | ------------------ | ------------------------- |
| 1              | talk             |     | körömmel könnyen karcolható              | Mg3Si4O10(OH)2        | 1                  | 27                        |
| 2              | gipsz            |     | körömmel nehezen karcolható              | CaSO4·2H2O            | 3                  | 61                        |
| 3              | kalcit           |     | körömmel nem karcolható, tűvel igen      | CaCO3                 | 9                  | 157                       |
| 4              | fluorit          |     | tűvel nehezen, késsel könnyen karcolható | CaF2                  | 21                 | 315                       |
| 5              | apatit           |     | tűvel nem, késsel nehezen karcolható     | Ca5(PO4)3(OH−,Cl−,F−) | 48                 | 535                       |
| 6              | földpát          |     | késsel nem karcolható, reszelő fogja     | KAlSi3O8              | 72                 | 817                       |
| 7              | kvarc            |     | üveget karcolja, acéllal szikrázik       | SiO2                  | 100                | 1 161                     |
| 8              | topáz            |     | üveget karcolja                          | Al2SiO4(OH−,F−)2      | 200                | 1 567                     |
| 9              | korund           |     | üveget karcolja                          | Al2O3                 | 400                | 2 035                     |
| 10             | gyémánt          |     | üveget karcolja                          | C                     | 1 500              | 10 000                    |

## Az ásványok keménysége
Az ásványok keménysége különféle módszerekkel határozható meg, aminek alapján a keménységnek különböző változatai ismeretesek: karcolási, csiszolási, nyomási és fúrási keménység. A keménység egyébként vektoriális sajátság és nagyban függ a hasadástól: a keménység mindig a hasadási lapon a legkisebb, erre merőlegesen a legnagyobb. A metamorf keletkezésű disztén (kianit) esetében például 4 és 7 közötti keménységi értékek mérhetők a különféle orientációjú kristálylapokon. Erre utal régebbi elnevezése is: disz = kettős, sztenosz = erősség (görög).